# Étaves-et-Bocquiaux
Étaves-et-Bocquiaux ist eine französische Gemeinde mit 546 Einwohnern (Stand: 1. Januar 2022) im Département Aisne in der Region Hauts-de-France (vor 2016 Picardie). Sie gehört zum Arrondissement Saint-Quentin, zum Kanton Bohain-en-Vermandois und zum Gemeindeverband Pays du Vermandois.

## Geografie
Die Gemeinde Étaves-et-Bocquiaux liegt über dem Tunnel des Kanals, der von den Flüssen Oise und Noirrieu abzweigt und die Somme sowie den Canal de Saint-Quentin mit Wasser alimentiert, 16 Kilometer nordöstlich von Saint-Quentin. Umgeben wird Étaves-et-Bocquiaux von den Nachbargemeinden Seboncourt im Nordosten, Aisonville-et-Bernoville im Osten, Montigny-en-Arrouaise im Südosten, Fieulaine im Süden,  Fonsomme im Südwesten, Croix-Fonsomme im Westen sowie Fresnoy-le-Grand im Nordwesten.

## Bevölkerungsentwicklung
| Jahr                       | 1962 | 1968 | 1975 | 1982 | 1990 | 1999 | 2006 | 2012 | 2021 |
| Einwohner                  | 754  | 733  | 708  | 668  | 636  | 615  | 557  | 583  | 548  |
| Quellen: Cassini und INSEE |      |      |      |      |      |      |      |      |      |

## Sehenswürdigkeiten

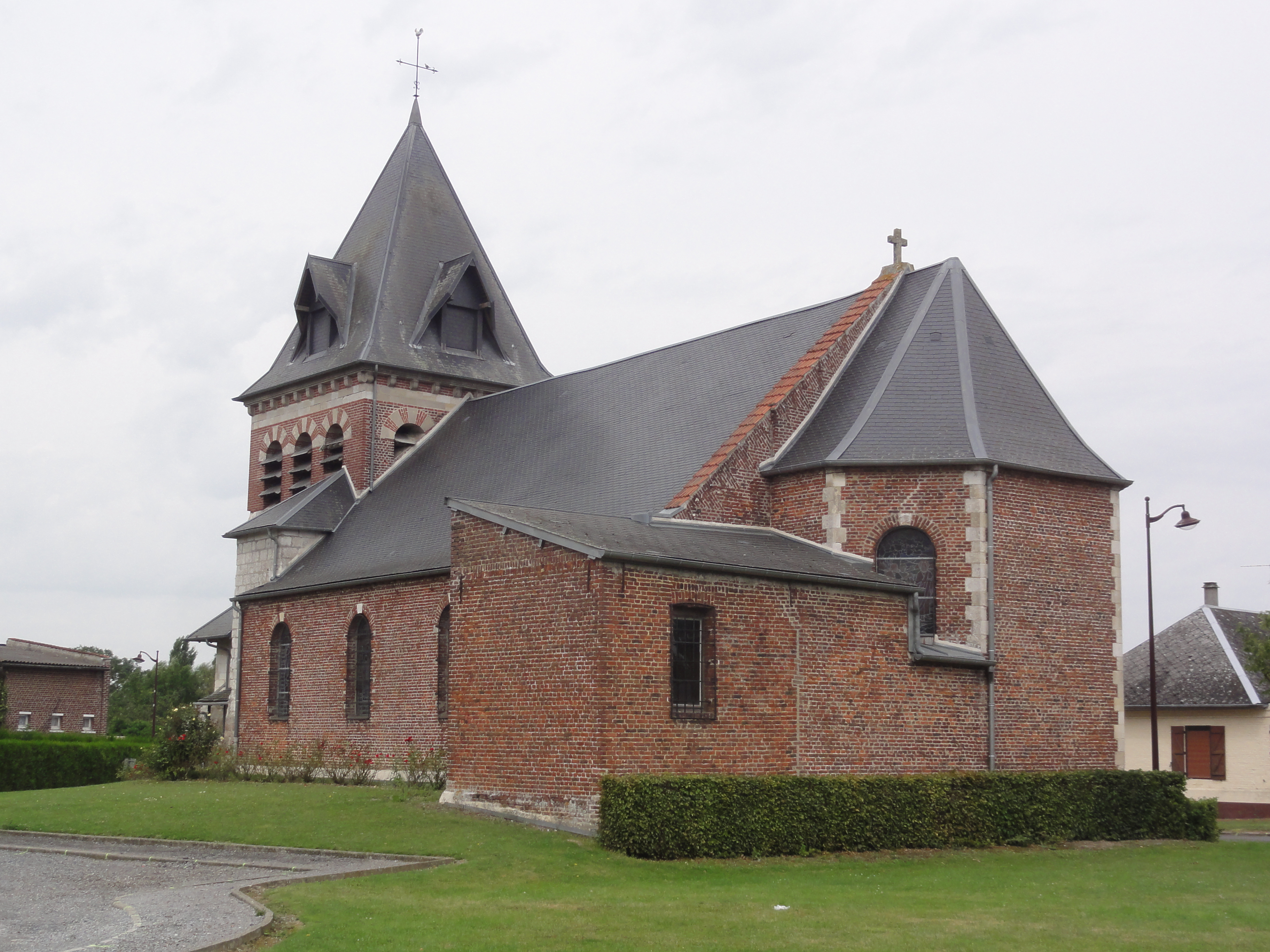
Kirche Saint-Martin
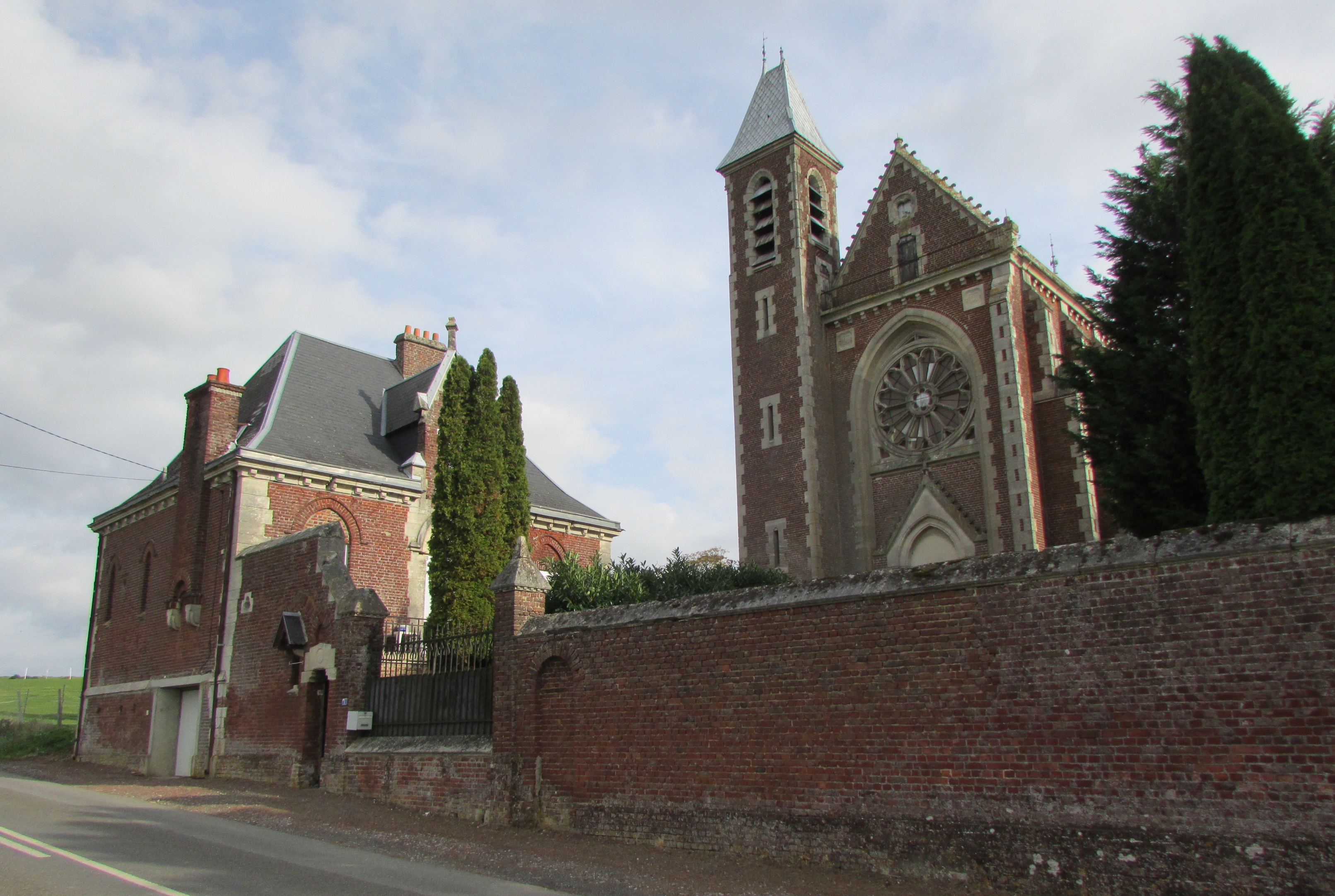
Kapelle Sacré-Cœur-de-Jésus-Pénitent im Ortsteil Beautroux
- Wasserturm im Ortsteil Bocquiaux

- Kirche Saint-Martin
- Kapelle Sacré-Cœur-de-Jésus-Pénitent